# Olszewnica (gmina Borki)
Olszewnica – wieś w Polsce położona w województwie lubelskim, w powiecie radzyńskim, w gminie Borki. Przez wieś przepływa rzeka Bystrzyca, jest ona dopływem Tyśmienicy.
W latach 1975–1998 miejscowość należała administracyjnie do województwa lubelskiego.
Wieś stanowi sołectwo gminy Borki. Według Narodowego Spisu Powszechnego z roku 2011 wieś liczyła 392 mieszkańców.
Wierni Kościoła rzymskokatolickiego należą do parafii św. Małgorzaty w Ulanie-Majoracie.

## Historia
Wieś szlachty zagrodowej z XVI wieku odnotowana po raz pierwszy w roku 1529 jako „Olshownycza” (pod taką nazwą odnotowana w Liber retaxationum z tegoż roku). Związana z sąsiednim Krasowem, być może był to zaścianek bowiem jej nazwa w roku 1563 brzmi „Krasow Olszownica”.

W roku 1580 zapisano „Kraszow Olszownicza”, ale w 1620 „Kraszow Olszewnicza”. Od 1678 roku występuje już tylko nazwa Olszewnica (Akta wizytacyjne Diecezji lubelskiej). Jeszcze w 1827 roku zapisano sporadycznie Olszewnica Krasuska, od 1877 roku przyjęła się pisownia w obecnie brzmiącej formie – Olszewnica.